# Вепрев, Геннадий Семёнович
Геннадий Семёнович Вепрев (род. 25 декабря 1943) — советский и российский тренер по лыжным гонкам и биатлону. Заслуженный тренер России, почётный гражданин Талицкого городского округа Свердловской области (2010).

## Биография
Родился 25 декабря 1943 года в посёлке Шабры Сысертского района Свердловской области. Кроме него в семье было ещё трое детей. В 1949 году семья переехала в посёлок Комсомольский Талицкого района.
Учился в Чупинской, а затем в Пионерской школе. В девятый класс пошёл в Талицкую школу-интернат. 9, 10, 11 класс окончил в Талице. 11 класс был экспериментальный, ребята получали профессию тракториста или водителя.
Во время учёбы в школе-интернате увлёкся лыжным спортом. Его учителем физкультуры был Г. П. Шаламов.
Служил три года в войсках ВВС СССР. Во время службы  получил навык тренерской работы.
После демобилизации поступил на спортивный факультет Свердловского педагогического института. Стал членом спортивного общества «Буревестник». Будучи студентом четвёртого курса был приглашён на должность тренера в сборную института.
В 1968 году Геннадий Семёнович становится мастером спорта.
После окончания института с женой и дочерью уехал по распределению в город Урай. В 1975 году семья Вепревых вернулась в Талицкий район.
Работал в Чупинской средней школе учителем физкультуры и тренером-преподавателем в талицкой ДЮСШ. На протяжении нескольких десятилетий занимался развитием лыжного спорта в Талицком районе. Воспитал немало мастеров спорта по биатлону и лыжным гонкам. Среди его учеников 6-кратный чемпион СССР по биатлону Сергей Антонов и 7-кратная чемпионка мира, серебряный призёр Олимпийских игр в Альбервиле Светлана Давыдова-Печёрская.
В декабре 2003 года в посёлке Комсомольском прошла лыжная гонка, посвящённая 60-летию заслуженного тренера России Г. С. Вепрева. 
В 2010 году Геннадий Семёнович Вепрев удостоен звания Почётный гражданин Талицкого городского округа.
22 декабря 2018 года прошла новогодняя гонка в честь 75-летия Геннадия Семёновича.
Семья
- Сын — Дмитрий Вепрев, мастер спорта по биатлону, чемпион Вооруженных сил СССР, чемпион России, участник Чемпионата мира по биатлону[4].